# Scinax rostratus
Scinax rostratus é uma espécie de anfíbio da família Hylidae. Pode ser encontrada na Colômbia, Panamá, Venezuela, Guiana, Suriname e Brasil.